# Преображенское (Ивановская область)
Преображе́нское — село в Ивановской области. Хотимльское сельское поселение Южского района.

## География
Село находится в северо-западной части Южского района, в 12,7 км к северо-западу от Южи (13,9 км по автодорогам). Преображенское находится на небольшой равнине, примыкающей с севера к реке Тезе. Рядом проходит автодорога Палех — Южа. Улицы Гортоп, Ключевая, Лесная, Молодёжная, Первомайская, Полевая, Преображенская, Рабочая, Школьная.

## История
Вплоть до середины XIX века на месте села Преображенского располагалась деревня Тимофеевка. Усадьба с парком появились уже в первой половине XIX века. Каменная церковь в честь Преображения Господня была воздвигнута в 1854—1860 годах, после чего деревня Тимофеевка стала называться селом Преображенским.

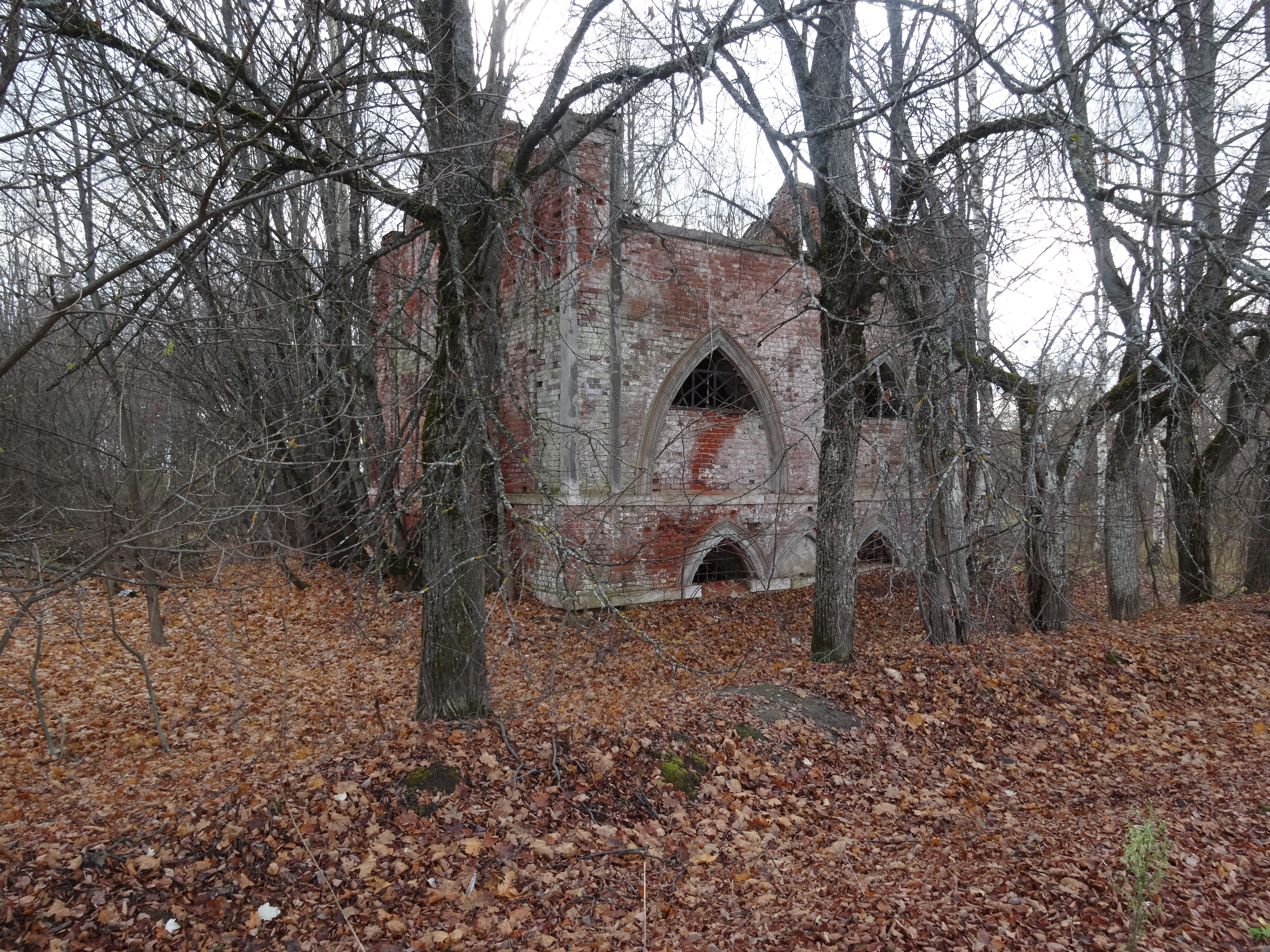
Хозяйственная усадебная постройка построена в формах псевдоготики

Фабрикант из Южи Асигкрит Балин приобрёл поместье в селе Преображенском в 1870 году и перестроил его, расширив парк, в конце XIX — начале XX века. В настоящее время на месте усадьбы — развалины сохранившихся каменных построек.
В 60-70-х годах XX века село Преображенское было центральной усадьбой совхоза «Луговое».

## Население
| 1859 | 1905 |
| ---- | ---- |
| 252  | 254  |

| 1859 | 1905 | 2010 | 2014 |
| ---- | ---- | ---- | ---- |
| 252  | ↗254 | ↗348 | ↗366 |

На 01.01.2014 года, в Преображенском проживало 366 человек, из них трудоспособное население - 216 чел., пенсионеры - 104 чел., дети до 18 лет - 46 чел.

## Инфраструктура
Проведена телефонная линия, село газифицировано. Имеются почтовое отделение, основная общеобразовательная школа, сельский дом культуры. Дом отдыха «Южский». В настоящее время школа закрыта, капитальное кирпичное здание разрушили. Детей возят в школу города Южи.

## Русская православная церковь

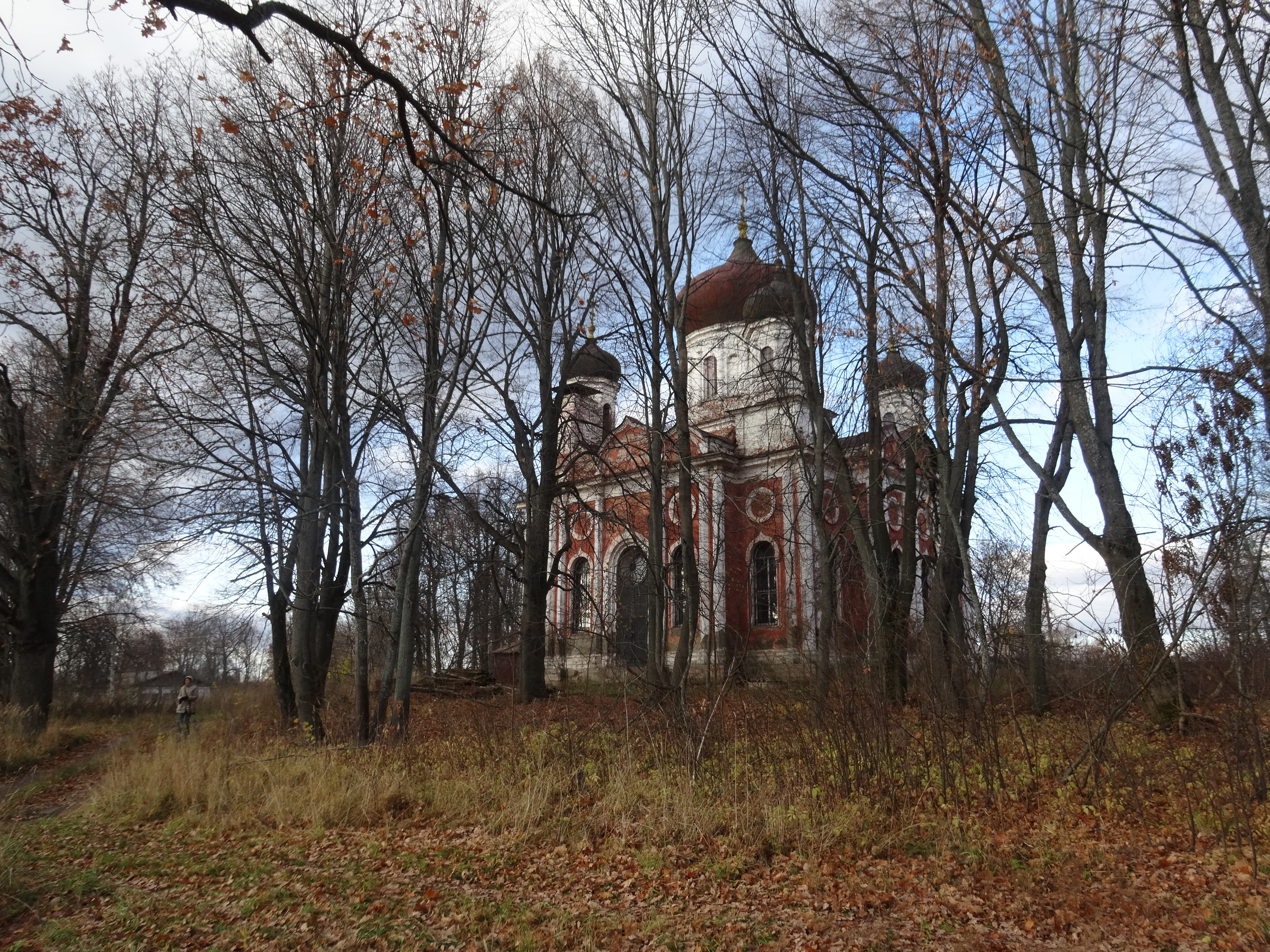

- Храм Преображения Господня (1854—1860)